# 梅干し

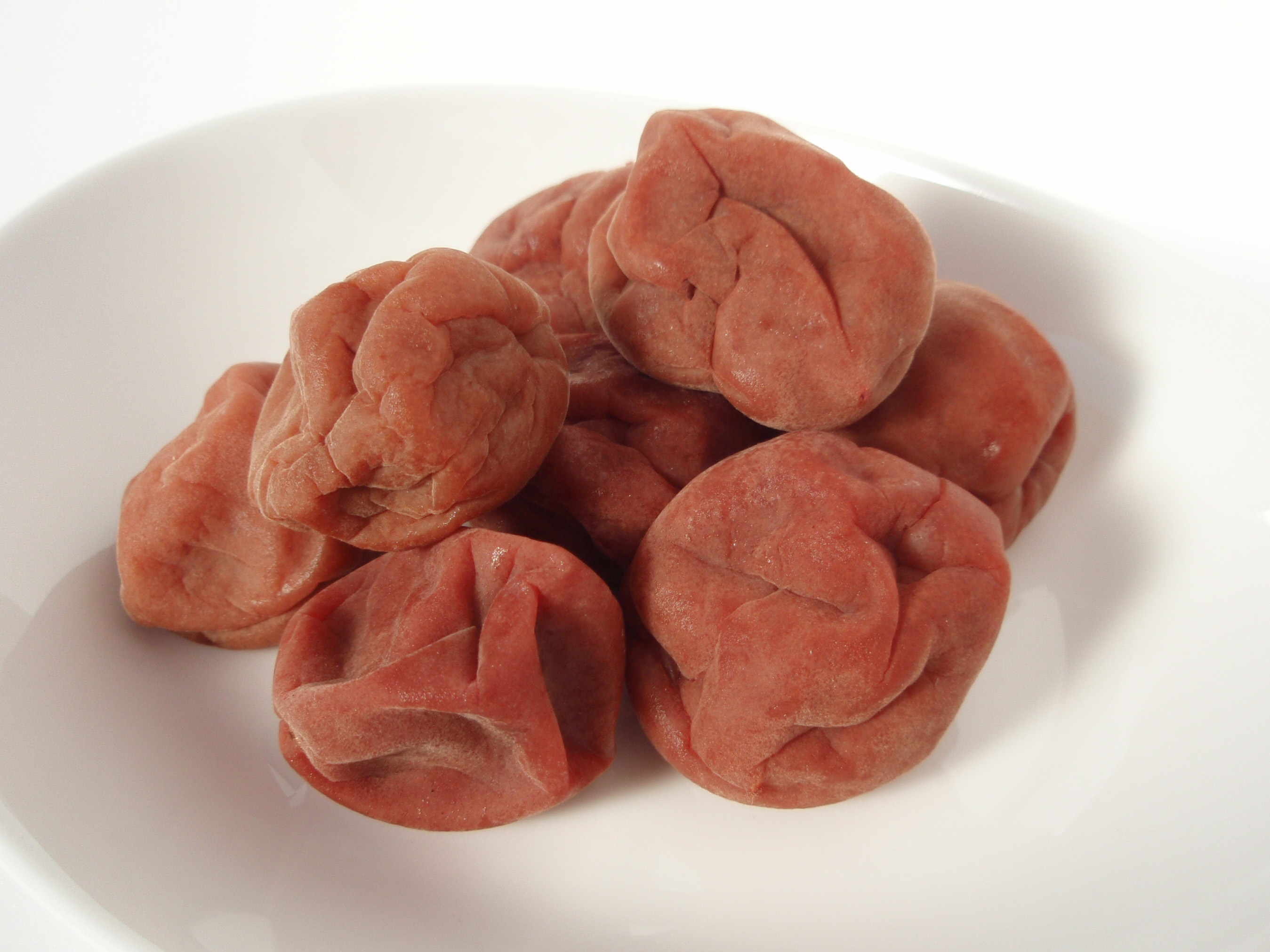
梅干し

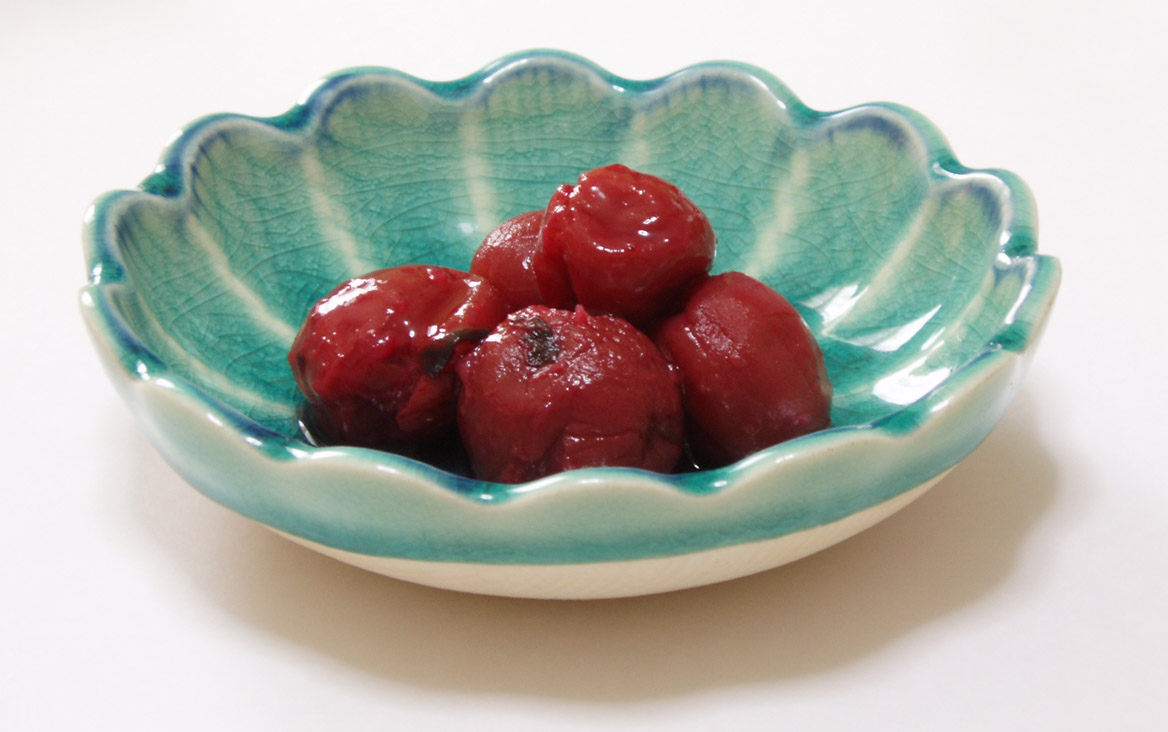
梅漬け

梅干し（うめぼし）は、ウメの実の塩漬けを干した食品。ウメの果実を漬けたものを梅漬けといい、梅干しは梅漬けを干したものである。
日本では古くから伝わる保存食のひとつであり、おにぎりや弁当に使われる食品である。非常に酸味が強く、酸っぱい食品の代名詞のように扱われる。梅干しのこの酸味は主に、梅自体に含まれるクエン酸に由来する。
7月30日が梅干しの日となっている。ナン（難）がサル（去る）の語呂合わせで、梅産地として知られる和歌山県みなべ町の農園が中心となって制定した。

## 種類と製法
梅干しは梅漬けを干したもので、梅漬けとはウメの果実を塩漬けしたもの、またはウメの果実を梅酢もしくは梅酢に塩水を加えたものに漬けたものをいう。
伝統的な梅干しは、長期間保存できるよう25 - 30%の塩分で梅の実を漬け込んでいる。ただし、減塩指向の高まりとともに塩分は基本的な梅干しで20%程度以下にまで下がっている。一般には焼酎（ホワイトリカー）や酢などの分量を増やすなどの方法で、漬ける際の塩分を減らしている梅干しを減塩梅干しという。
食品工業上は低塩化のため流水脱塩により風味（味覚資材）をあとから追加する製造法が広くみられるようになり、1973年（昭和48年）の日本農林規格(JAS)改正で梅干と調味梅干に区分されるようになった（同じく梅漬についても梅漬と調味梅漬に区分されるようになった。後述の「ドブ漬け」も参照）。
なお、青森県の「八助の梅干し」に使われる「八助梅」はウメではなくて、同じバラ科サクラ属の近縁種アンズの品種である。

### 伝統的製法

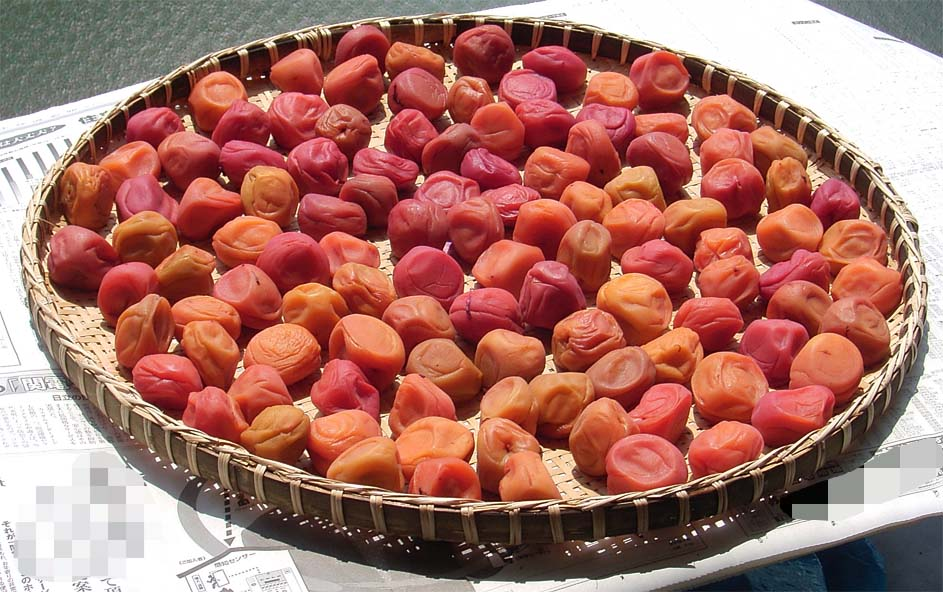
伝統的製法による梅干しの土用干し

梅干しの製造には、6月頃に収穫する熟したウメを用いる（梅酒では熟していない青梅を用いる）。
ウメと塩を混合して重石をすると塩の浸透圧と荷重負荷によりウメから水分（白梅酢）が出てくる。ウメと塩が馴染んで数日すると白梅酢に浸るようになる（白梅漬け）。これを梅雨明け後、土用に入ってから三日三晩、天日干しすることを「土用干し」という。この状態のものを「白干し」と呼び、これは保存性に優れており、塩分が20%前後となる。土用干しののち本漬けしたものが伝統的な梅干しである。
梅干しの色調については嗜好性が強く、赤い方が好まれる場合と白い方が好まれる場合がある。樹上完熟の黄果を使用するとそのままでも若干赤色を呈するが、赤紫蘇で着色する方法（赤紫蘇漬け）もある。
赤紫蘇漬けの場合、赤紫蘇を塩で揉んで赤汁（灰汁）を取り除いた後、漬けているウメから取った白梅酢にこの赤紫蘇を加えて赤く発色させ赤梅酢を作る。そして赤紫蘇と塩で板ずりした梅を交互に重ね、赤梅酢とともに漬け込んだ後に土用干しを行う。
なお、成熟した梅を塩漬けにして赤シソで着色するものの、土用干しせずに漬け汁につけたまま保存するものは調味梅漬にあたる。土用干ししないものは俗に「ドブ漬け」と呼ばれており、関西では「ドブ梅」と呼ぶこともある。

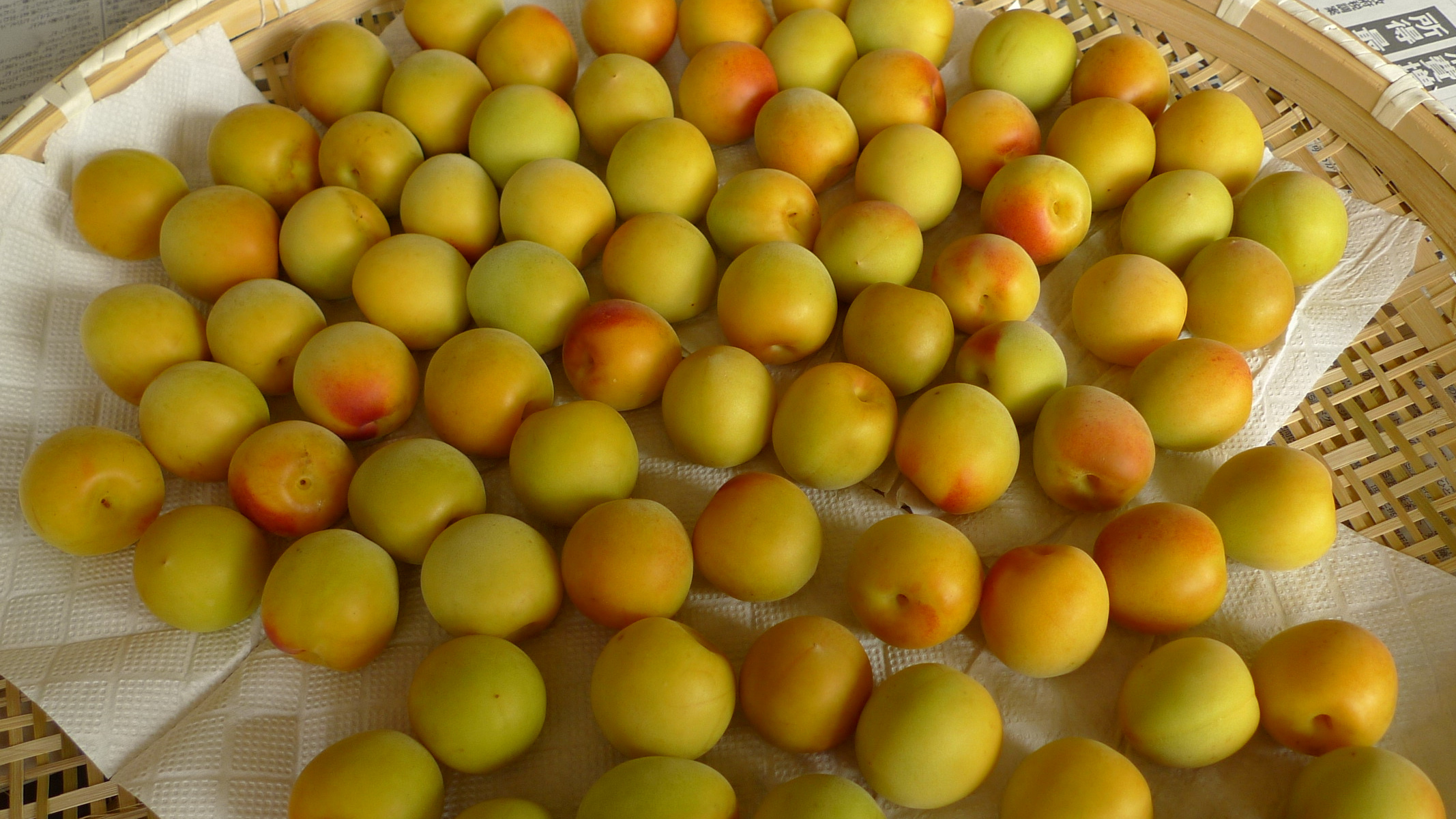
熟したウメの実（6月下旬）
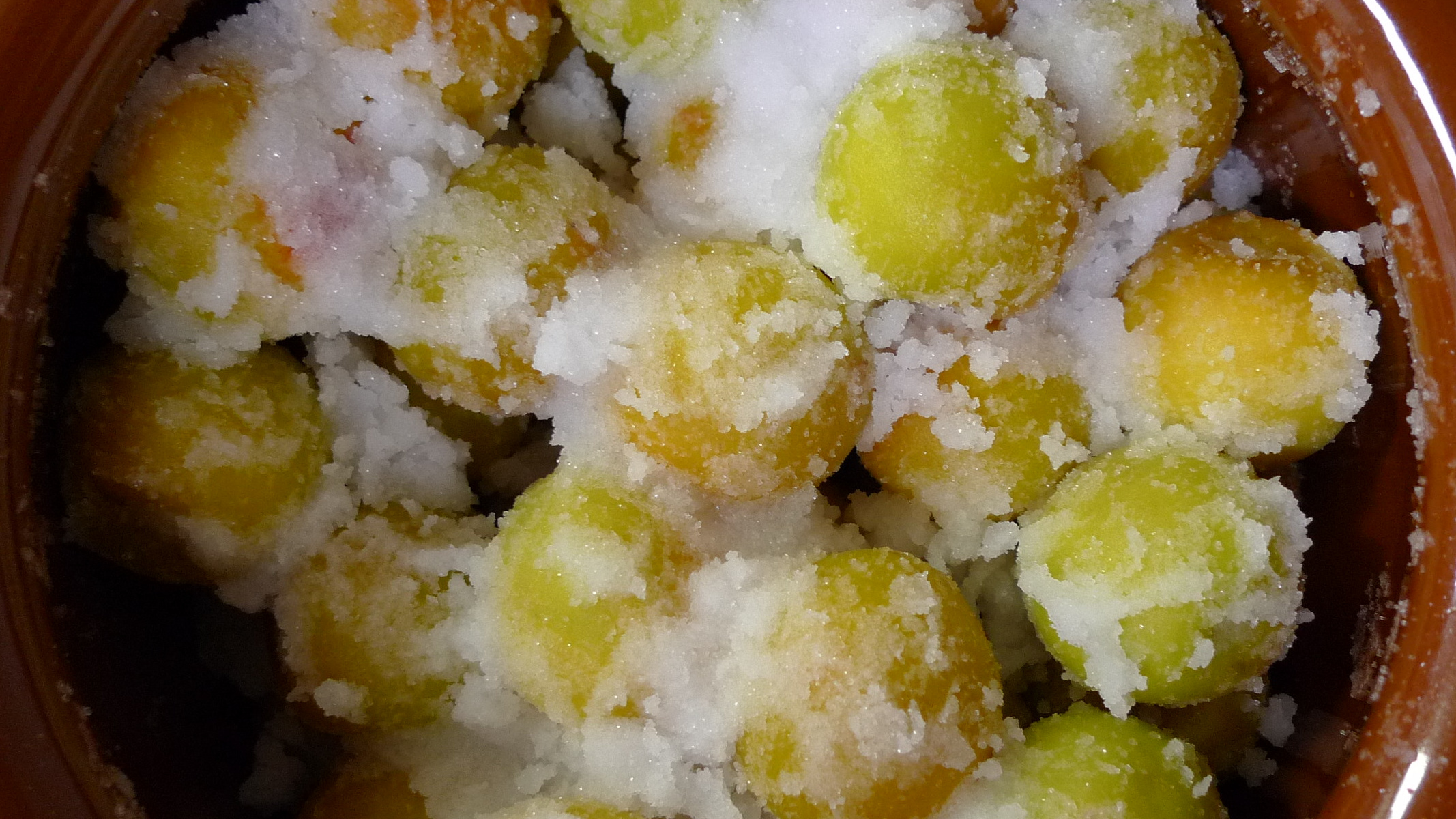
塩漬けのウメ（6月下旬）
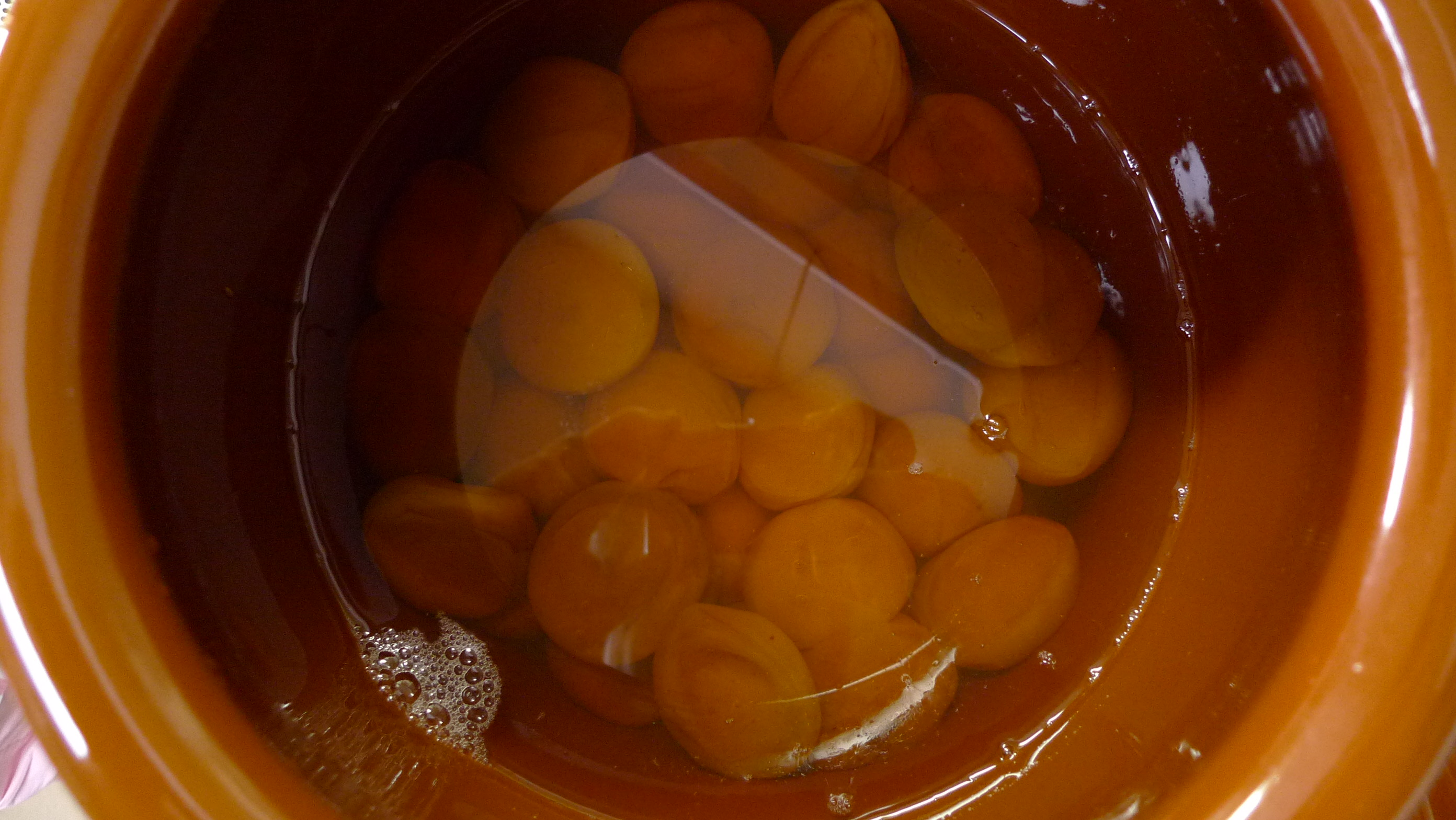
塩漬けしたウメと上がってきた梅酢（8月上旬）
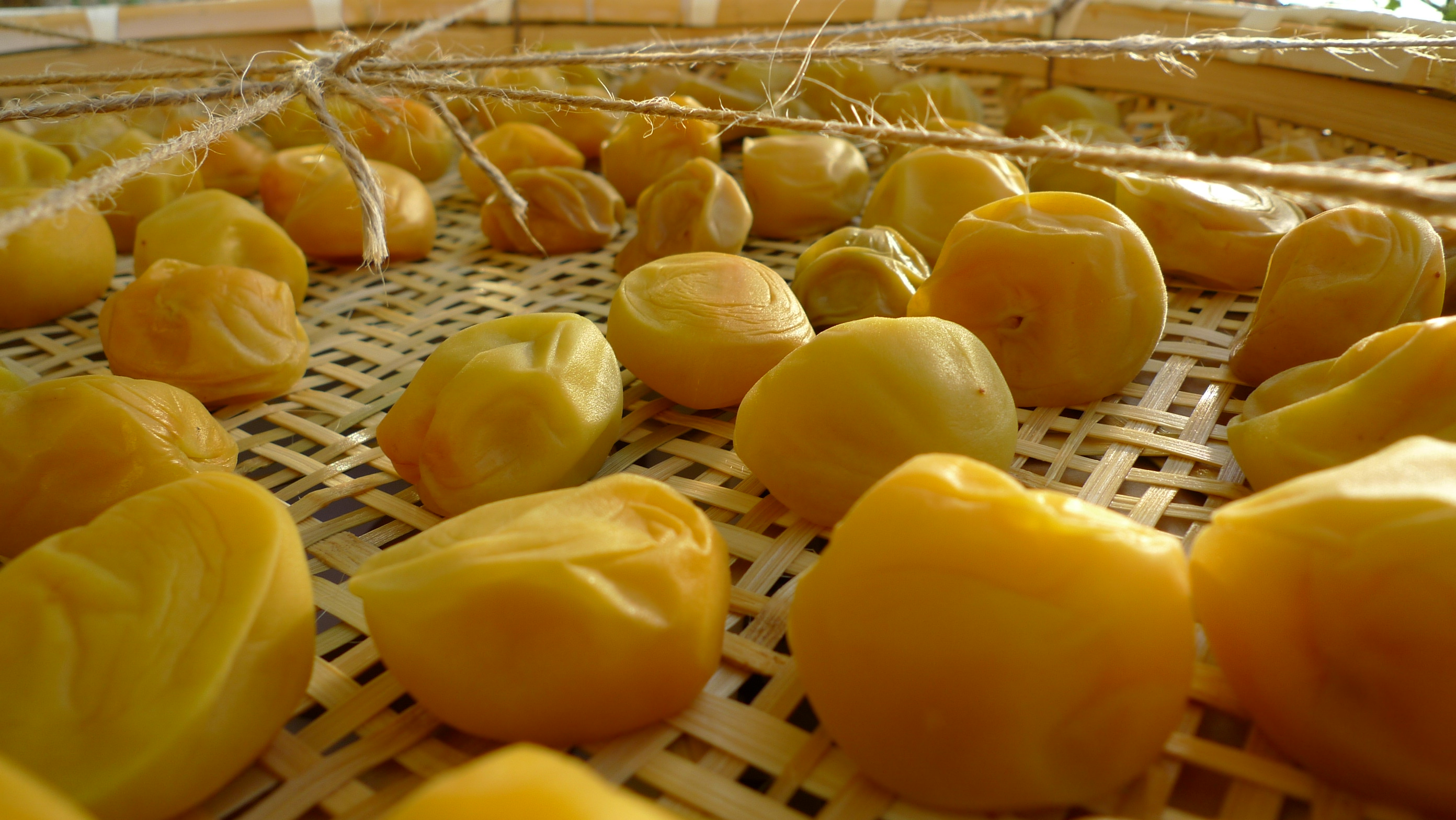
日干しにする直前のざるに並べた塩漬けのウメ（8月上旬）
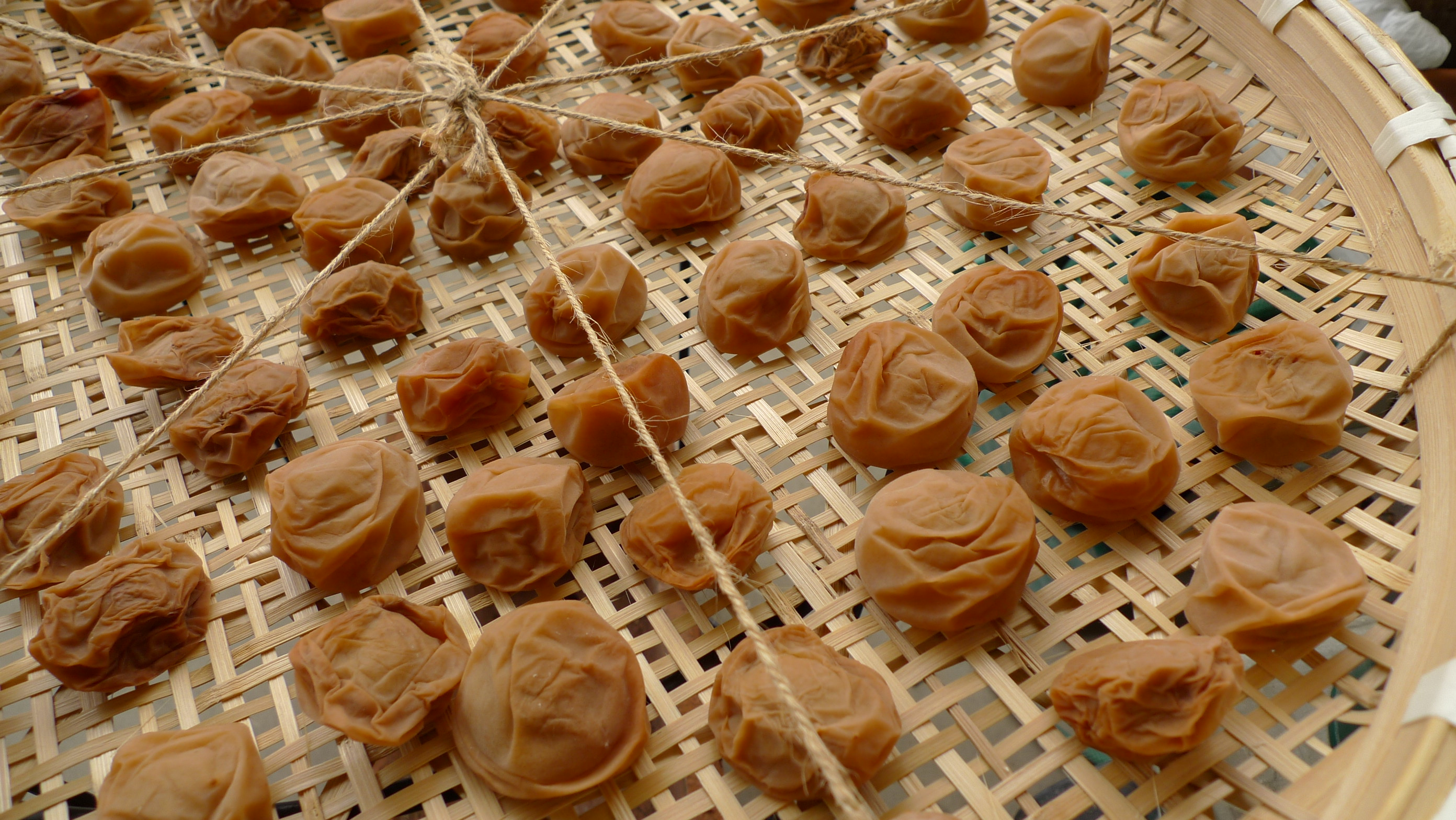
土用干し3日目（8月上旬）

### 梅干と調味梅干
食品工業上は日本農林規格(JAS)により梅干しと調味梅干しに区分される。その前段階の梅漬けや調味梅漬けも定義されている。
具体的には農産物漬物の日本農林規格（平成17年11月14日農林水産省告示第1752号）で、梅干しは「梅漬けを干したもの」、調味梅干しは「梅干を糖類、食酢、梅酢、香辛料等またはこれらに削りぶし等を加えたものに漬込んだもの、または調味梅漬を干したもの」と定義されている。
以上の定義には梅漬けや調味梅漬けが含まれているが、梅漬けとは「農産物塩漬け類のうち、梅の果実を漬けたもの又はこれを梅酢若しくは梅酢に塩水を加えたものに漬けたもの（しその葉で巻いたものを含む。）」と定義されており、調味梅漬けは「梅漬けを砂糖類、食酢、梅酢、香辛料等又はこれらに削りぶし等を加えたものに漬けたもの（しその葉で巻いたものを含む。）」と定義されている。
調味梅干の種類としては、シソ（赤じそ）の葉とともに漬けて赤く染め風味をつけた「しそ梅」、蜂蜜を加えて甘くした「はちみつ梅」、昆布とともに漬けて味をつけた「昆布梅」、鰹節を加えて調味した「鰹梅」、黒糖と黒酢を使って漬け込んだ「黒糖黒酢仕込み」などがある。和歌山県ではミカンやジャバラの果汁を加えたはちみつ梅が販売されている。

## 歴史

### 前史
ウメは中国の華中から華南の地域が原産とされている。『斉民要術』には白梅（梅の実を塩水に漬けて調味料などとして用いるもの）や烏梅（梅の実を燻して乾燥させたもの）などの記載があり、これらのウメ加工品が遣唐使の往来によって日本にもたらされたと考えられている。

### 平安時代
梅干しが初めて文献に登場するのは10世紀中頃のことである。村上天皇が梅干しと昆布茶で病を治したという言い伝えが残っている。また、菅原道真が梅を詠んだ短歌はよく知られ、これは「釣りのときに持参する弁当に梅干しを入れて行くと、魚が釣れない」という言い伝えの起源となった。

### 戦国時代
戦国時代になると梅干しは保存食としてだけではなく、傷の消毒、戦場での食中毒や伝染病の予防になくてはならないものとして、陣中食に使われた。梅干しは戦略物資の一つとなり、戦国武将たちは梅の植林を奨励した。これは現在でも梅の名所や梅干しの産地として残っている。上杉謙信は酒肴に梅干しをよく食べていたと言われる。

### 江戸時代
江戸時代になると、現在の梅干の作り方とほぼ同じ作り方が『本朝食鑑』（1697年）に現れる。「熟しかけの梅を取って洗い、塩数升をまぶして2、3日漬け、梅汁ができるのを待って日にさらす。日暮れになれば元の塩汁につけ、翌朝取り出しまた日に干す。数日このようにすれば梅は乾き汁気はなくなり、皺がよって赤みを帯びるので陶磁の壷の中に保存する。生紫蘇の葉で包んだものは赤くなり珍重される」とある。これより50年後の『黒白精味集』（1746年）にも梅干の作り方が見え、製法は『本朝食鑑』とほぼ同じである。
江戸時代の銀山では、坑内に立ちこめる鉱塵（こうじん）による粉塵公害「けだえ」が問題であった。備中国笠岡の医師・宮太柱は数々の「けだえ」防止の装置を発明したが、鉄の枠に梅肉を挟み薄絹を張った防毒マスク「福面（ふくめん）」は、酸の効果で鉱塵を寄せつけず効果が絶大だったという。これがきっかけとなり後年、坑夫たちの家族によって梅紫蘇巻という食品が生み出された。
濃口醤油が関東に広がるのは江戸時代中期以降であり、それまでは梅干しを日本酒で煮詰めた「煎り酒」が「垂れ味噌」と共に調味料として広く使われていた。また、正月、節分、大晦日などに縁起かつぎとして昆布や梅干しにお茶を注いだ「福茶」を飲む習慣が広がった。

### 近現代
長期の保存がきくため、前線の兵士は梅干しを携行糧食として好んで携行した。故郷を偲ぶ味として兵士らに愛された。昭和期などは日の丸弁当は弁当の定番であった。日中戦争から太平洋戦争の時期には、興亜奉公日・大詔奉戴日に食べることを推奨していた。
戦後、市販品の中には色素で着色したものも見られた。
総務省の家計調査によると一世帯あたりの梅干しへの年間支出額は、ピークだった1999年の1897円から2021年は1402円へ減ったが、一方でオリーブオイル漬けなど味付けの多様化が進んでいる。

## 生産
和歌山県ではみなべ町や田辺市が主な生産地であり、これらの地で生産される紀州南高梅と呼ばれる品種のウメを用いた梅干しは、県の推薦優良土産品に指定されている。
奈良県も五條市や下市町を中心に梅の栽培が盛んであり、吉野では八重桜を漬け込んだ商品も出ている。

## 利用

### 食べ方
塩分の摂取量には注意した方がよいが、基本的には種を除きまるごと食べて問題ない。日の丸弁当のように米飯のおかずとして添えられることもある。塩味が強すぎる場合は塩抜きも行われる。梅干しの身の部分は「梅肉」と呼ばれ、揚げ物に挟み込んで揚げたり和え物の和え衣にしたり（梅肉和え、梅和え）と様々な料理に利用される。梅肉を調味料と混ぜることで梅ソースとなり、肉・魚・野菜のソースとしても使える。また梅干しを日本酒で煮詰めた煎り酒が伝統的調味料として使われている。

### 民間療法
中世の日本における民間療法としては、こめかみに紙片に貼った梅干片を貼ると頭痛や癇癪の予防や治療になるとされ、特にこれを貼った老婆を「梅干婆さん」と呼んだ。

## 効能・成分

### 効能
梅干には次のような効能があると言われている。
唾液の分泌を促す（梅干しを見るだけで唾液が出てくるのは条件反射の一種）。
クエン酸の酸味が唾液の分泌を促して消化吸収を良くするとされる。また、経口補水塩としても機能する。梅干を見たり想像しただけで唾液が分泌されるのは、梅干を実際に食べてみて酸味を感じた経験を有することに由来する。
疲労回復などの効果
梅干しには、疲労防止、疲労回復、スタミナ保持にかかせないクエン酸が含まれている。クエン酸によって物質代謝は促進され、疲れにくい体を作ることができる。クエン酸の効能のほか、血糖値の上昇を抑えたり、便秘の解消を助けたり、肝機能を高めることによって酔いを防止する効果もある。
抗菌・防腐
抗菌の効能があるとされる。梅干の抗菌作用は古くから知られており、副産物の梅酢も同様に殺菌作用は強い。このことから、弁当やおむすびに梅干が入れられる。但し、1個丸ごと入れただけでは梅干の周囲にしか効果は期待できないので、梅酢を手に浸して握るかご飯を炊くときに酢をいれるのも良い。

### 栄養価
実際には産地、品種、生育土壌などにより変動する。

### 塩分
五訂日本食品標準成分表によれば、塩分は梅干が22.1%、調味梅干が7.6%となっている。調味梅干は第二次世界大戦後に製造が始まり、世代によって食べ慣れた梅干しが異なる。
なお、塩分が低すぎると保存性が悪くなりカビ発生の原因になるが、いわゆる減塩の流れから塩分は低くなる傾向にある。一例として、NHK『きょうの料理』のレシピでは、2023年現在塩分濃度は5%にまで下げられている。

## 種の仁

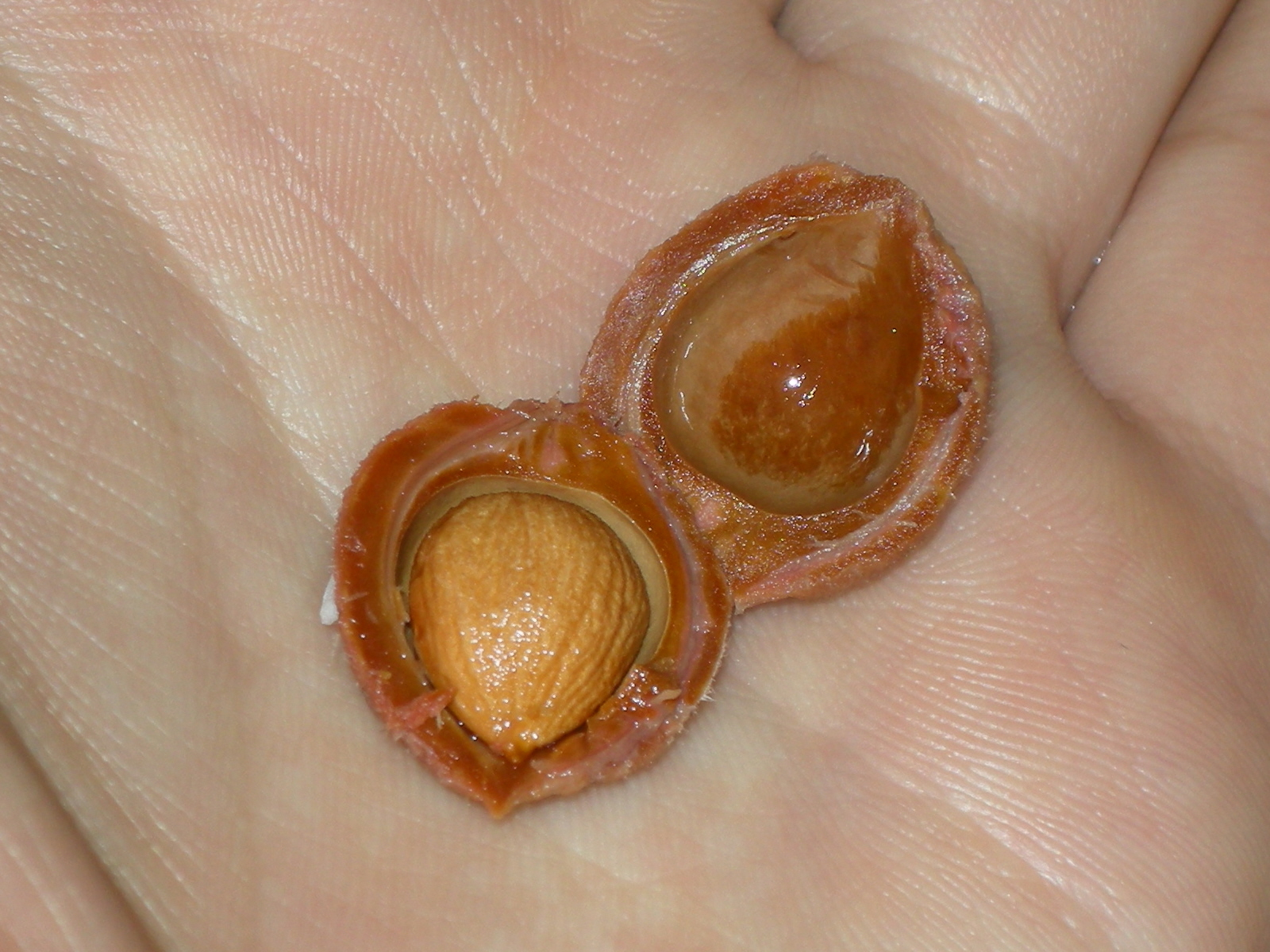
輪切りにした梅干の種と中の仁

ウメを含むバラ科サクラ属の植物の未熟果実の種子には青酸配糖体であるアミグダリンを含有し、特に種子の仁（じん）の部分には多く含まれている。しかし、果肉中のアミグダリンは成熟とともにエムルシンによる酵素分解で糖に変化し、また、梅干しなどへの加工によりアミグダリンの分解が促進されると考えられている。ただ、仁については成熟や加工による分解に時間がかかるため、食品として常識的な量の摂取にとどめるべきとされる。

## 保存
ウメを伝統的な製法で原料の18%の塩で漬けると漬け上がりの塩分は15.3%程度になり、さらに70%重量になるまで乾燥させると塩分濃度21.9%となり、4～5%の有機酸の効果も加わって極めて保存性が高くなる。ただし、食生活や労働環境の変化などにより梅干しの低塩化が進んでいる。
伝統的製法によって作られた梅干は、土蔵のような保管に適した環境では腐らず、100年前に作られたものでも食べられる。ただし、希に黒色に腐ることがあり、地方によっては、普段腐ることがない梅干しが腐るのは何らかの異変が起こる前兆であるという迷信が伝えられている所もある。現存している最古のものでは、奈良県の中家に伝わる梅干しで、1576年に漬け込まれたものが良好な状態で保存されている（補充ができないため試食はされていないという）。また、同家に同じく伝わる江戸時代の安永年間（1772年 - 1781年）に漬けられた梅干しを試食したところ、問題なく食べられたという。保存年数が経つと、梅干しから梅酢へペクチンがしみ出しゼリー状に固まることや、水分が飛び易くなっている環境の場合、塩分が析出して数ミリ大の結晶になることもある。

## 関連する食品

### 梅酢
梅を塩漬けにしたときに上がってくる強い酸味を持つ透明な液体を白梅酢という。この白梅酢を赤じそと一緒に漬け込んで赤くなったものが赤梅酢である。梅酢は梅酢漬けにも利用できる（紅しょうがなど）。
本来は梅酢の生産も重要な目的であったが、2016年時点、梅酢の大半は産業廃棄物として捨てられているとみられる。梅酢も衛生的に管理されていれば食用になる。そのまま食材として使うぶんには健康被害の心配は少ないものの、酵母などを含んでおり変質しやすく、品質が安定しない。精製しなければそのまま製品にするのは難しい。

### 梅びしお
梅干しの表面に多数の穴をあけて水に漬けた後、軽く茹でて塩抜きし、裏ごししたものを梅びしお（梅醤）という。

### 梅ジャム
梅ジャムと称するもののうちで、梅肉を加工した製品がある（例:梅の花本舗）。

### 梅干タブレット
梅干の梅肉をフリーズドライして錠剤に加工した食品。アサヒグループ食品のものを陸上自衛隊が凍結乾燥梅肉粒の名称で調達している。

### 外国
- 干し梅 - 梅干しを甘く味付けして完全に乾燥させた菓子。中国では南部で「話梅」（干し梅）と呼ばれる。
- メキシコの "chamoy"(英語版;スペイン語版)「チャモイ[36]」というソースは、アジアの梅干し系食品が起源と考えられている[37]。一説には広東語:西梅(広東語発音: [si:mu:i])との音の類似から、中国系移民が19世紀頃に持ち込んだと推察されている[37]。1950年代に日系人が梅干しを模した杏の塩漬けを製造販売したが[38][36]、そのひとりが中国語: 酸梅 (suan mei)かベトナム語: Xí muộiから"chamoy"と命名したのだろうとの説もある[39]。その後1970年代頃から、これの梅酢に相当する液体に各種の調味料を加えたソースが"chamoy"と呼ばれるようになった[39]。塩漬け果実のほうは"saladitos"(英語版)と呼ぶ[37]。
- ブラジルの「花梅」（はなうめ）は、ブラジルの日系移民が梅干しの代用品として、入手困難だった梅の実の代わりにローゼルの花を漬物にした食品[40][38]。現地では日本起源と思われており、日系ブラジル人は花梅おにぎりが日本で市販されていないことに驚くという[38]。類似の物がグアテマラの日系人や日系パラグアイ人家庭でも作られており、パラグアイのイグアス居住区では「イグアス梅」と呼ばれている[41]。
- アフリカーンス語: mebosという南アフリカの菓子は、梅干しを模しており語源も「梅干し」だという説が有力。杏を干してすり潰し、塩と砂糖に漬けて練り固めて作られる[42]。

## 文化
- 俳句では夏の季語である。

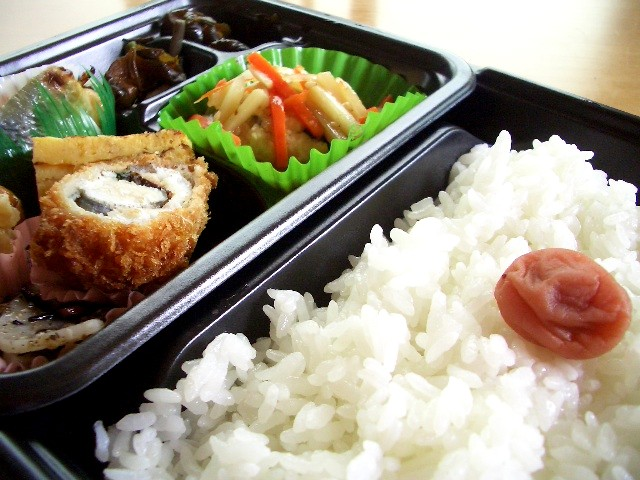
幕の内弁当の一例。ご飯の上に梅干が乗っている。

- 白飯の真ん中に梅干しをのせただけの弁当を、日の丸に見立てて「日の丸弁当」と呼ぶ。アルミニウムの弁当箱では、同じ場所に梅干しを入れることを繰りかえした場合、酸によって箱が溶けることがあったため、アルマイト加工を施した弁当箱が登場した[43]。
- 旅行をする人の中には、旅行地での料理に飽きた時の口直しや気分不快の際の気分転換を目的として、梅干しを持参する人もいるといわれる。
- 申年に作った梅干しは「縁起が良く、食べると健康長寿になる」という。これは平安時代に村上天皇が申年の梅干しで病気を治したことに由来する。一方、江戸時代の天明の飢饉は、申年に始まったが、紀州藩は梅干しの力で死者をほとんど出さなかったからだという説もある[44]。
- 日本語の料理の味加減や物事の具合を表す「塩梅（あんばい）」は、塩と梅酢のこと。本来の読みは文字通りの「えんばい」だったが、「程よく物事を処理する」意味の「按排（あんばい）」と混同が起き「塩梅」と書いて「あんばい」と呼ぶようになったと考えられる。
- 「梅干しを見ただけで、よだれが出る」現象が条件反射の例として挙げられる[45]が、梅干を知らない者にはよだれは発生しない[46]。